# Občina Jezersko
Občina Jezersko je jednou z 212 občin (obcí) ve Slovinsku. Nachází se v Hornokraňském statistickém regionu; jako jediná obec tohoto region však celá patří k historickému území Korutan. Občinu tvoří 2 sídla, její rozloha je 68,8 km² a k 1. lednu 2017 zde žilo 625 obyvatel. Správním střediskem občiny je vesnice Zgornje Jezersko.

## Geografie
Občina leží vysoko v horách na rozhraní Karavanek a Kamnicko-Savinjských Alp, nejvyšším bodem je Grintovec (2558 m n. m.). Nachází se severu Slovinska a na severu a na východě sousedí s Rakouskem. Přechod do Rakouska je umístěn v sedle poblíž Jezerskeho vrhu (1216 m n. m.). Na východě vysoko v horách sousedí s občinou Solčava, na jihu sousedí s občinou Preddvor a na západě s občinou Tržič. Na severu katastrálního území obce pramení řeka Kokra, do níž se vlévá Jezernice, pramenící na východě katastru obce. Tento potok přitom protéká uměle vytvořeným Planšarským jezerem. Obec vyniká přírodními krásami a najdeme zde také několik vodopádů.

## Členění občiny
Občina se dělí na dvě sídla: Spodnje Jezersko, Zgornje Jezersko.